# Senado do Canadá
O Senado do Canadá (em inglês Canadian Senate; em francês Sénat du Canada) é um componente do Parlamento do Canadá, que também inclui o monarca do Reino Unido (representado pelo governador-geral) e a Câmara dos Comuns do Canadá. O Senado canadense é composta por 105 membros que são indicados pelo primeiro-ministro do Canadá, e aprovados simbolicamente pelo governador-geral. As posições no Senado são divididas igualmente entre Ontário, Quebec, as províncias marítimas (Ilha do Príncipe Eduardo, Nova Brunswick e Nova Escócia) e as províncias do oeste canadense (Alberta, Colúmbia Britânica, Manitoba e Saskatchewan). O número de posições dado a Terra Nova e Labrador, bem como os territórios de Nunavut, Territórios do Noroeste e Yukon, são dados à parte destas divisões regionais. Os senadores ficam no cargo até a idade de 75 anos.
Popularmente conhecida como "Câmara Superior" (Upper House), o Senado canadense é muito menos poderosa do que a Câmara dos Comuns, a "Câmara Inferior" (Lower House). Embora a aprovação da Câmara dos Comuns e do  Senado seja necessária para legislação, o Senado raramente rejeita leis criadas e aprovadas pela Câmara dos Comuns - cujos membros são democraticamente eleitos. O Governo do Canadá está nas mãos da Câmara dos Comuns - o primeiro-ministro do Canadá apenas permanece em ofício quando possui o suporte da maioria da Câmara dos Comuns. O Senado não possui tal influência, e não exerce tal poder no governo do país.
Os membros do Senado realizam encontros na Parliament Hill, em Ottawa, Ontário.

## História
O Senado do Canadá foi criado em 1867, quando o Parlamento do Reino Unido aprovou o Ato da América do Norte Britânica, unindo a Província do Canadá (então separadas em Canadá Ocidental e Canadá Oriental, que correspondem às atuais Ontário e Quebec), Nova Brunswick e Nova Escócia em uma única federação, chamada de Dominion of Canada. O Parlamento do Canadá foi baseado no Sistema de Westminster, o modelo do Parlamento Britânico. O Senado do Canadá foi criado com a intenção de espelhar-se na Câmara dos Senhores, criado para representar a elite econômica e social do país. O primeiro-ministro do Canadá, John Alexander Macdonald, descreveu o Senado como um "segundo pensamento sóbrio", que iria equilibrar os "excessos da democracia" da Câmara dos Comuns. O Senado também foi criado originalmente para providenciar representação regional.
Porém, o Senado rapidamente passou a ser vista pelos canadenses como uma mera fonte de patrocínio político. O Senado tornou-se simplesmente um "carimbador", aprovando tudo o que a Câmara dos Comuns criasse e aprovasse, e raramente desafiando os desejos da Câmara dos Comuns. Planos para reformas, porém, envolviam primariamente o processo de escolha dos membros do Senado; planos para a criação de um Senado cujos membros fossem democraticamente eleitos não ganharam muito suporte até a década de 1980, quando o primeiro-ministro Pierre Trudeau aprovou o National Energy Program no pico das crises energéticas da década de 1970. Apesar de ampla oposição nas províncias do oeste canadense, Trudeau facilmente obteve o apoio do Senado, uma vez que a maioria dos Senadores presentes haviam sido indicadas anteriormente pelo prórprio Trudeau. Muitos canadenses do oeste do país querem a criação de um Triple-E Senate (Senado Triplo-E), sendo que os três E significam "eleito", "igual" e "eficiente" (elected, equal, efficient, em inglês). Os proponentes de um Senado cujos membros fossem eleitos pela população acreditam que a representação igualitária entre as províncias protegeriam os interesses das menores províncias do país, e acabariam com o domínio de Ontário e Quebec na política do Canadá.
Um dos termos do Acordo de Meech Lake, uma série de amendas constitucionais, proposto pelo Primeiro-Ministro Brian Mulroney, faria com que cada província do Canadá tivesse o direito de escolher seus senadores (ao invés do primeiro-ministro). Porém, o Acordo falhou, uma vez que não foi ratificada pelas províncias de Manitoba e de Terra Nova e Labrador. Já os termos de uma segunda proposta, o Acordo de Charlottetown, envolvia uma amenda na qual todas as províncias do Canadá teriam um mesmo número de senadores, que seriam escolhidos pelas legislaturas provinciais ou eleitos pela população das províncias. Este acordo não foi aprovado em uma votação realizada em 1992. Outras propostas semelhantes, sobre a reforma do Senado, também não tiveram sucesso, principalmente por causa da grande oposição em Ontário e em Quebec, as duas províncias que mais perderiam com representação igualitária.
Atualmente, os partidos políticos canadenses Novo Partido Democrático e o Bloco Quebequense pedem pela abolição total do Senado. Já o Partido Liberal do Canadá e o Partido Conservador do Canadá atualmente apoiam o Status quo ou reformas moderadas.

## Senadores

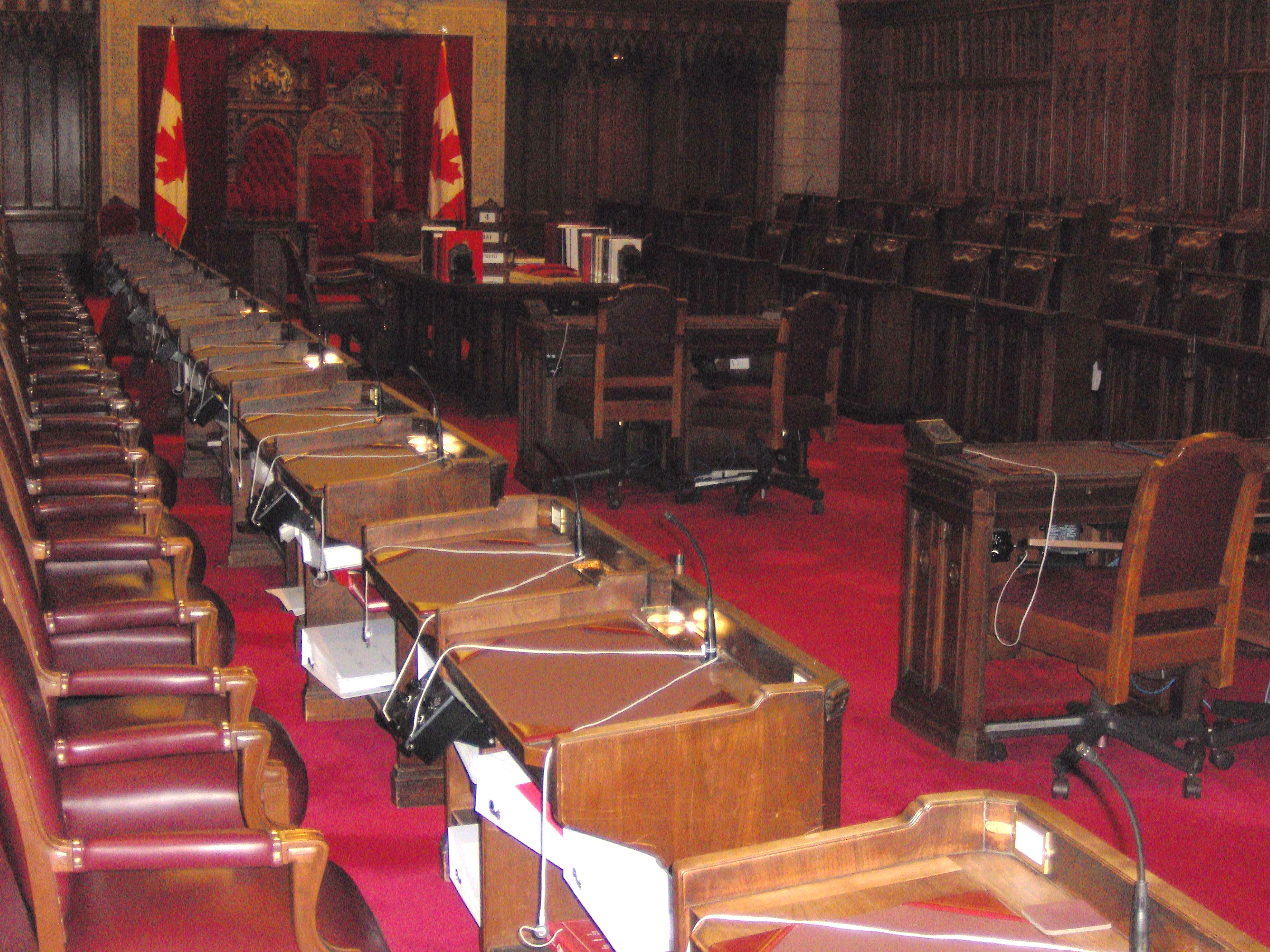
Os Senadores ocupam bancos, ficando frente à frente na Câmera do Senado.

O governador-geral é a única pessoa que possui o poder nominal de indicar e aprovar senadores, embora atualmente o governador-geral apenas aprova os candidatos sugeridos ou indicados pelo primeiro-ministro. Geralmente, os primeiros-ministros escolhem políticos que sejam membros de seu próprio partido político, embora às vezes nominam políticos independentes (sem partido político) ou membros de partidos da oposição. Os membros do Senado são geralmente ex-membros do Gabinete, ex-governadores provinciais, e outros políticos de destaque.
Nos termos da Constituição do Canadá, cada província ou território possui o direito a um número de Senadores. Para que uma pessoa possa ser elegível à posição de Senador de uma dada província ou território, esta pessoa têm de residir nesta província ou território. A constituição canadense divide o Canadá em quatro divisões, cada uma com um número igual de senadores: 24 senadores para Ontário, 24 para Quebec, 24 para as províncias marítimas (10 para Nova Escócia, 10 para Nova Brunswick e 4 para Ilha do Príncipe Eduardo) e 24 para as províncias do oeste do Canadá (6 senadores para cada uma das seguintes províncias: Alberta, Colúmbia Britânica, Manitoba e Saskatchewan). Terra Nova e Labrador, que tornou-se uma província canadense apenas em 1949, não entra em nenhuma destas divisões e é representada por 6 senadores. Por fim, cada um dos territórios canadenses (Nunavut, Territórios do Noroeste e Yukon) possuem direito a um senador cada.
Esta divisão, baseada na Constituição canadense de 1867, é desigual. Ontário e as províncias do oeste canadense, cuja população está em grande crescimento, estão pouco representadas no Senado, enquanto as províncias marítimas estão excessivamente representadas no Senado. Por exemplo, a Colúmbia Britânica, com uma população de aproximadamente 4 milhões de habitantes, possui o direito a 6 senadores, enquanto a Nova Escócia, tendo menos de um milhão de habitantes, possui o direito a 10 senadores. Apenas a província de Quebec está bem-representada por um número de senadores proporcional à população da província.
Desde 1989, os eleitores de Alberta têm escolhidos "senadores em espera" (senators-in-waiting), pessoas indicadas pela população como as pessoas certas a serem escolhidas como senadores pelo primeiro-ministro. Porém, tais eleições não possuem nenhuma ligação com o governo federal, e o primeiro-ministro do Canadá não é obrigado a escolher estas pessoas escolhidas pela população. De fato, apenas um "senador em espera", Stan Waters, foi indicado ao Senado, em 1990, por Brian Mulroney.
Existe uma provisão constitucional, a Secção 26 do Ato da Constituição, na qual o governador-geral do Canadá possui o direito de escolher de quatro ou oito senadores extras. Os senadores adicionais precisam representar igualmente as quatro divisões do Canadá (um ou dois senadores para cada divisão - Ontário, Quebec, Províncias Marítimas e Províncias do Oeste). A aprovação do chefe de estado do Canadá - o monarca do Canadá é necessária para tal ação, mas por convenção, este pedido do governador-geral não seria recusada pelo monarca. Como é de praxe, são os primeiros-ministros as pessoas a pedir esta provisão (sendo que a tarefa do governador-eral é apenas nominal), sendo que os senadores adicionais são escolhidos pelo primeiro-ministro, e então aprovadas simbolicamente pelo governador-geral. Esta provisão foi usada apenas duas vezes na história do Canadá. A primeira vez, em 1874, o primeiro-ministro Alexander Mackenzie tentou usar a Section 26, mas seu pedido foi negado pelo governo britânico. Em 1990, o primeiro-ministro Brian Mulroney invocou com sucesso a Section 26. Mulroney queria assegurar a aprovaçào de uma lei, que criaria a Goods and Services Tax (GST). Os 8 senadores adicionais permitiram a aprovação da GST por uma pequena maioria no Senado.
O termo de ofício dos senadores originalmente era perpétuo, isto é, uma vez escolhidos, os senadores continuariam a exercer o ofício de senador - a não ser que decida renunciar. Os termos da constituição de 1965, porém, restringiram os termos dos senadores. Novos senadores continuariam a exercer seu ofício até a idade de 75 anos, e senadores que haviam sido indicados antes da mudança, poderiam continuar em ofício quando completassem 75 anos. Um posto de senador torna-se automaticamente vago a outro político quando ele ou ela não comparece a duas sessões seguidas do Senado. Além disso, um senador que é declarado culpado de traição, corrupção, ou qualquer crime hediondo, é declarado falido, ou insolvente, e também perde automaticamente sua posição. Um senador perde sua posição se deixa de ser qualificado (veja abaixo).
Os senadores possuem o direito ao prefixo O Honorável (em inglês: The Honourable, em francês: L'honorable). O salário anual de cada senador, em 2005, é de 119 mil dólares canadenses, podendo receber salários adicionais dependendo de outros ofícios exercidos, como a posição de Presidente do Senado.

## Qualificações (Requisitos)
O Ato da Constituição, de 1867, institui as qualificações dos senadores. Indivíduos que não são cidadãos canadenses e indivíduos com menos de 30 anos de idade não podem ser indicados para o Senado. Além disso, senadores precisam residir nas províncias ou terrtórios na qual eles são indicados.
O Ato da Constituição de 1867 também institui como um dos requisitos propriedade. Um senador precisa possuir terreno(s) cujo valor total seja de ao menos 4 mil dólares canadenses na província pela qual o senador é indicado como representante. Além disso, um senador precisa possui propriedades pessoais cujo valor total seja de ao menos 4 mil dólares, já com possíveis dívidas descontadas. Estes requisitos foram introduzidos originalmente para garantir que o Senado representasse a elite econômica e social do país. Atualmente, porém, esta soma de dinheiro vale é mínima, por causa dos efeitos da inflação. Mesmo assim, este requisito causou problemas em 1997, quando a Irmã Peggy Buts, uma freira católica, foi indicada ao Senado. Ela não possuía propriedades, tendo sua vida marcada principalmente pela pobreza. A situação foi somente resolvida quando a Ordem católica onde ela anteriormente trabalhava transferiu um pequeno pedaço de terra ao nome dela.
A constituição de 1867 também não barrava explicitamente a entrada de mulheres no Senado. Porém, até o fim da década de 1920, apenas homens haviam sido indicados ao Senado. Em 1927, cinco mulheres canadenses (The Valiant Five) pediram à Suprema Corte do Canadá que eles respondessem se mulheres eram consideradas "pessoas" sob os termos do Ato da América do Norte Britânica de 1867, que dizia
"O Governador-Geral deve... escolher Pessoas qualificadas para o Senado; e... toda Pessoa então escolhida deve tornar-se um membro do Senado e um Senador."
No caso judicial "Edwards v. Canada (Attorney General)", popularmente conhecida como "Persons Case", a Corte Suprema, por unanimidade, declarou que mulheres não podiam tornar-se senadoras. Um dos motivos da decisão tomada pela Corte é que a Constituição de 1867 não previa senadoras, pelo fato de que mulheres não participavam em assuntos políticos à época; ainda, a Corte alegou a necessidade do pronome "ele", em referência a um dado senador. As cinco mulheres recorreram à Judicial Committee of the Privy Council, uma das maiores cortes judiciais do Reino Unido, e efetivamente a Corte mais poderosa no Canadá na época. A Privy Concil anulou a decisão tomada pela Corte Suprema do Canadá, alegando que mulheres claramente são "pessoas" aos termos da constituição. Quatro meses depois, o governo do primeiro-ministro William Lyon Mackenzie King indicou a primeira senadora do Canadá, Carine Wilson, de Ontário.

## Oficiais
O Presidente (Speaker of Senate) é o oficial que preside o Senado. O Presidente é indicado pelo primeiro-ministro e aprovado simbolicamente pelo governador-geral. O Presidente é assistido por um Presidente Pro Tempore, ou "Presidente Temporário", que é escolhido pelo Senado no começo de cada sessão parlamentar. Se o Presidente não for capaz de comparecer à sessão, o Presidente Pro Tempore presidência no lugar do Presidente. O Ato do Parlamento do Canadá, aprovada em 1985, autoriza o Presidente a indicar outro senador como substituto, caso saiba que não poderá comparecer a uma dada sessão.
O Presidente administra sessões do Senado, e controla debates, autorizando quando um dado senador deve começar seu discurso. Se um senador crê que uma regra (Standing Order) foi quebrada no Senado, este senador pode indicar um "ponto de vista" (Point of order), onde o Presidente faz uma decisão. As decisões tomadas pelo Presidente, porém, devem ser imparciais - caso contrário, ele pode perder sua posição. Ao presidir, o Presidente permanece imparcial durante toda a sessão, embora ele ou ela continue a ser um membro de um partido político. O atual Presidente do Senado do Canadá é o The Honourable Daniel Philip Hays.
O membro do governo canadense responsável por administrar a legislação no Senado é o Líder do Governo no Senado. O Líder é um senador escolhido pelo primeiro-ministro canadense. O Líder administra a agenda do Senado, e tenta assegurar o apoio da Oposição para a agenda governamental legislativa. A oposição oficial (formada pelo partido político com mais membros excetuando-se o partido político em poder na Câmara dos Comuns) é liderada pelo líder da oposição. Quando o partido político que forma a oposição oficial no Senado forma também a oposição oficial na Câmara dos Comuns, o líder da oposição do Senado é escolhido pelo líder do partido político da oposição - que, por sua vez, também é o Líder da oposição da Câmara dos Comuns do Canadá. Porém, quando o partido político que forma a oposição oficial no Senado não é a mesma que forma a oposição oficial na Câmara dos Comuns, então, o partido da oposição do Senado escolhe seu líder para liderar a oposição no Senado.
Outros oficiais, que não são senadores, inclui o Clerk, o Deputy Clerk, o Law Clerk e outros clerks. Estes oficiais aconselham o Presidente do Senado e os senadores das regras a serem cumpridas no Senado. Outro oficial importante é o Usher of the Black Rod, ou simplesmente, Black Rod. Suas funções incluem a manutenção da ordem e da segurança no Senado e seus arredores. O Black Rod veste um crachá especial, onde está inscrito o título "Black Rod".

## Procedências

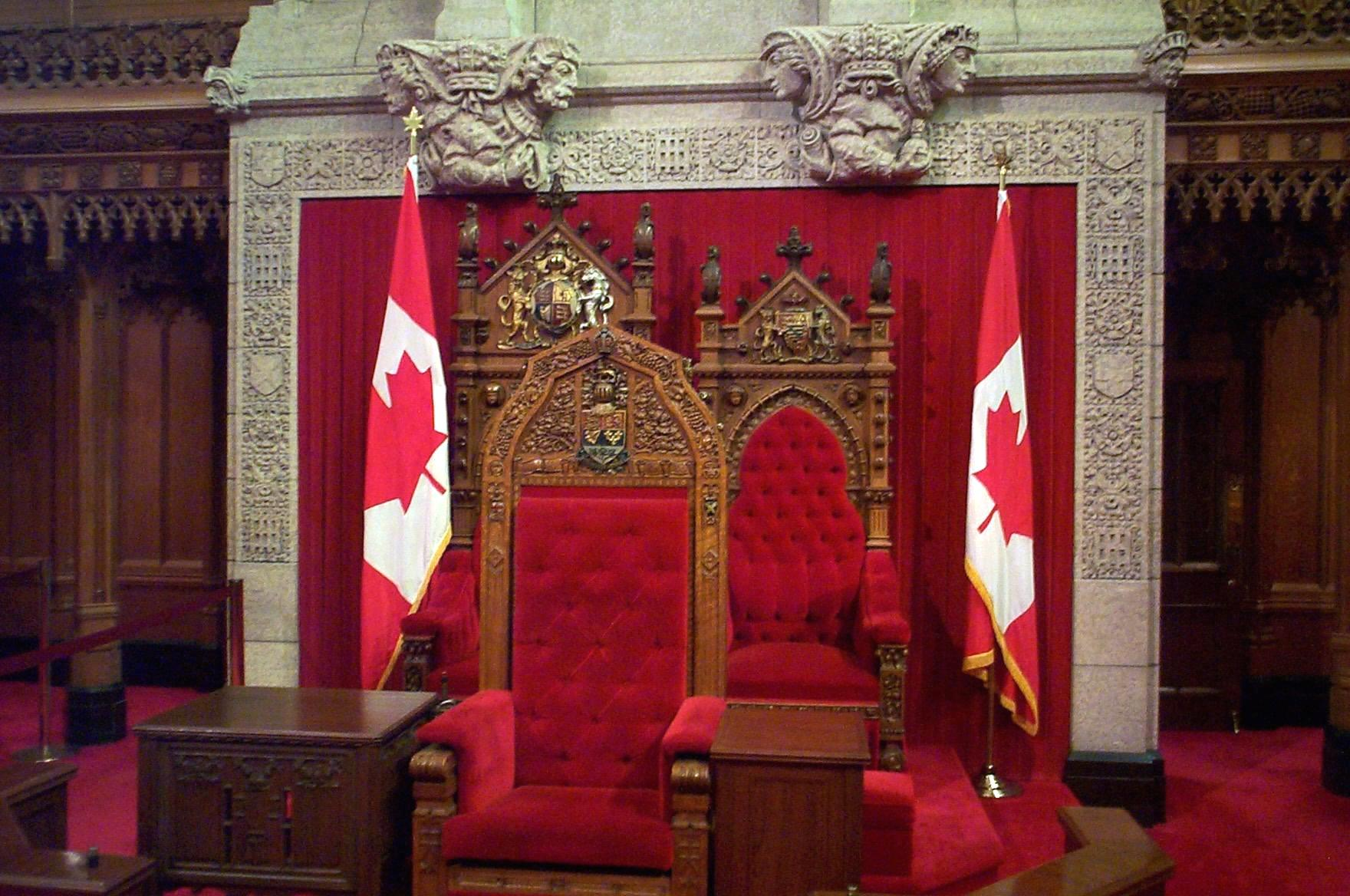
O trono e a cadeira no fundo da imagem são usadas pelo governador-geral e sua esposa ou seu marido durante a abertura do parlamento. O Presidente do Senado utiliza a cadeira em primeiro plano.

Como na Câmara dos Comuns, as sessões do Senado são realizadas na Parliament Hill (Morro do Parlamento), em Ottawa, Ontário. A Câmera do Senado é elaboradamente decorada, e pintada em vermelho, em contraste com a mais modesta Câmera da Câmara dos Comuns (pintada em verde). Existem bancos em dois lados da Câmera, divididos por um corredor central. A cadeira do Presidente está ao final da Câmera; à frente localiza-se a "Mesa dos Oficiais", onde os clerks sentam-se, prontos para aconselhar o Presidente quando necessário. Senadores que fazem parte do partido político em poder na Câmara dos Comuns sentam-se nos bancos localizados à direita do Presidente, já os membros da oposição ocupam os bancos à esquerda do Presidente.
A Câmara do Senado do Canadá é o local da Abertura Estatal do Parlamento, uma cerimônia formal que é feita diariamente ao começo de cada sessão parlamentar. Durante a cerimônia, o governador-geral, sentado no trono na Câmera do Senado, juntamente com a presença dos membros do Senado e da Câmara dos Comuns, faz um discurso descrevendo a agenda governamental da sessão parlamentar do dia. Se o monarca está presente no Canadá, ele ou ela pode fazer tal discurso, no lugar do governador-geral.
Sob as "Regras do Senado", o Senado realiza sessões de segunda a sexta. Sessões do Senado estão abertas para o público. Uma transcrição é realizada, nomeada "Debates do Senado". Ao contrário da Câmara dos Comuns, o Senado não envia ao ar (TV, internet e rádio) regularmente suas sessões, embora, às vezes, em matérias de particular interesse à população do país, já foram enviadas ao ar.
O Ato da Constituição de 1867 estabelece um quorum (mínimo) de 15 membros (incluindo o Presidente) para que uma sessão do Senado seja realizada. Qualquer senador pode requerer ao Presidente a presença de um quorum. Se o mínimo de 15 senadores não for preenchido, o Presidente ordena que sinos sejam tocados, para chamar possíveis senadores nos recintos do Parlamento à Câmara do Senado. Se o quorum não for preenchido, o Presidente adia a sessão do Senado para o próximo dia útil.
Durante debates, é dado o direito de discussão ao primeiro senador a levantar-se do banco. O Presidente pode resolver disputas sobre na qual dois senadores aparentemente levantam-se ao mesmo tempo, mas sua decisão pode ser alterada pelo Senado. A regra é clara: o direito de discussão é dado ao primeiro senador a levantar-se do banco.
Discursos podem ser feitos em um dos dois idiomas oficiais do Canadá, francês ou inglês. Os senadores, em seus discursos, precisam direcionar seus discursos aos outros senadores como um todo, usando a frase "Honourable senators" (Senadores honoráveis). Um senador, ao referir-se a um membro do Senado em particular, deve direcionar seu discurso usando a terceira pessoa do singular, jamais a segunda pessoa do singular. O Presidente põe em prática as regras do Senado durante o debate. Desobediência das instruções dadas pelo Presidente é considerado uma infração severa das regras do Senado.
Nenhum senador pode discutir uma questão mais do que uma vez. A Standing Orders do Senado prescrevem um limite de tempo para as discussões. O limite varia de acordo com a natureza da moção, mas geralmente, o tempo limite é de 15 minutos. Porém, o líder do governo do Senado e o líder da oposição do senado não estão sujeitos a estes limites de tempos. Os debates podem ser ainda mais restritos com a passagem de moções de "alocação de tempo". Como alternativa, o Senado pode terminar um debate mais rapidamente através da moção "para a próxima questão". Se tal moção é aprovada, o debate termina imediatamente, e o Senado procede para votação. O debate pode também terminar se nenhum Senador deseja fazer nenhum comentário.
Quando o debate chega a um fim, a moção em questão é posto à votação. O Senado primeiramente vota através de uma Voice Vote (votação de voz). O Presidente põe a questão a ser votada, e os senadores respondem ou "yea" (a favor da moção) ou "nay" (contra a moção). O Presidente então anuncia o resultado da Voice Vote, mas dois ou mais senadores podem desafiar a decisão do Presidente, assim, forçando uma Recorded Vote (votação anotada). Primeiramente, os membros a favor da moção levantam-se, e os clerks anotam seus nomes e seus votos. Depois, levantam-se os que são contra a moção, e então, os que decidem abster-se da votação. Em todos os casos, o Presidente também possui direito a voto, direito geralmente não exercido pelo Presidente. Se o Presidente decide votar, ele ou ela é o primeiro a fazê-lo numa votação anotada. Um empate entre os votos a favor e os votos contra resulta em reprovação da moção. Se o número de votantes, incluindo o Presidente, não chega ao mínimo de 15, quorum não acontece e a votação é considerada inválida.

## Comitês
O Parlamento do Canadá faz uso de comitês por diversas razões. Comitês minuciosamente analisam leis, e podem criar emendas. Outros comitês vigiam várias agências governamentais e ministérios.
O maior dos comitês do Senado é o Committee of the Whole, que consiste-se de todos os Senadores do Senado. As sessões do Committee of the Whole são realizadas no Senado, mas tais sessões possuem regras um pouco diferentes das sessões do Senado em si. Por exemplo, não há limite para o número de discursos que um Senado pode fazer em uma moção em particular. O oficial encarregado de presidir as sessões do Committee of the Whole é conhecido como Chairman (que é o Presidente nas sessões normais do Senado). O Senado pode reorganizar-se no Committee of the Whole por causa de diversas razões, podendo ser a consideração de legislação, ou para ouvir testemunho de indivíduos.
O Senado também possuo outros comitês padrões, cada uma responsável por uma área particular do governo (por exemplo, finanças ou transportes). Estes comitês consideram legislação e conduzem estudos especiais em matérias nestas áreas em particular. Os comitês podem também ouvir testemunho, coletar evidências e discutir conclusões no Senado. Tais comitês consistem de 9 a 15 membros cada, e eles elegem seu próprio líder (conhecido como chairman).
Comitês especiais são indicados pelo Senado para a análise de um assunto em particular. O número de membros em um comitê especial varia. Estes comitês foram criados ao longo da história do Canadá para estudar leis(exemplo: O Comitê Especial na Lei C-36 Anti-Terrorismo) ou em áreas de interesse particular (exemplo: O Comitê Especial do Senado em Drogas Ilegais).
Outros comitês incluem comitês formados por membros de ambas as Câmara dos Comuns e do Senado. Atualmente, existem dois comitês deste gênero, a Standing Joint Committee on the Scrutiny of Regulations e a Standing Joint Committee on the Library of Parliament. O Parlamento também pode estabelecer tais comitês para considerar assuntos de muito interesse e/ou de grande importância à população do Canadá.

## Funções legislativas
Embora legislação possa ser introduzida ou criada em ambas as Câmaras, a maior parte das leis são criadas na Câmara dos Comuns. Porém, porque a agenda do Senado para debates é mais flexível do que a agenda da Câmara dos Comuns, o governo às vezes introduzirá legislações particularmente complexas no Senado primeiro.
Como no sistema parlamentar britânico, o Senado do Canadá está proibido de criar leis que lidam com dinheiro - impostos ou fundos públicos. Esta restrição no poder do Senado não é apenas uma convenção, mas está explicitamente escrita no Ato da Constituição de 1867. Fora isto, o poder de ambos o Senado e da Câmara dos Comuns, em teoria, é igual, e a aprovação de ambas as Câmaras são necessárias para a aprovação de uma dada lei - que não envolvam dinheiro. Em prática, porém, a Câmara dos Comuns é a Câmera dominante do Parlamento do Canadá, com o Senado raramente exercendo seus poderes contra a Câmara dos Comuns. A última lei que foi rejeitada pelo Senado foi uma lei que impondo restrições contra abortos. A tal lei foi aprovada pela Câmara dos Comuns, mas rejeitada pelo Senado, em uma votação empatada.
O Senado é enfraquecido também por uma cláusula no Ato da Constituição de 1867, que permite ao governador-geral aprovar quatro ou oito senadores extras (ao pedido do primeiro-ministro). O primeiro-ministro Brian Mulroney invocou esta cláusula em 1990, aconselhando o Governador-Geral a escolher mais oito senadores apontados por Mulroney, para garantir a aprovação da Goods and Services Tax.